# Beussent
Beussent ist eine französische Gemeinde im Département Pas-de-Calais in der Region Hauts-de-France. Sie gehört zum Kanton Lumbres im Arrondissement Montreuil.

## Lage
Die Gemeinde Beussent liegt im Westen des Artois am Oberlauf der Course, acht Kilometer nördlich von Montreuil-sur-Mer. Nachbargemeinden sind Parenty und Bezinghem im Norden, Enquin-sur-Baillons im Nordosten, Preures im Osten, Alette im Südosten, Montcavrel im Süden, Inxent im Südwesten, Bernieulles im Westen sowie Hubersent im Nordwesten.

## Bevölkerungsentwicklung
| Jahr                       | 1962 | 1968 | 1975 | 1982 | 1990 | 1999 | 2006 | 2014 | 2022 |
| -------------------------- | ---- | ---- | ---- | ---- | ---- | ---- | ---- | ---- | ---- |
| Einwohner                  | 493  | 455  | 421  | 413  | 450  | 411  | 469  | 547  | 551  |
| Quellen: Cassini und INSEE |      |      |      |      |      |      |      |      |      |

## Sehenswürdigkeiten

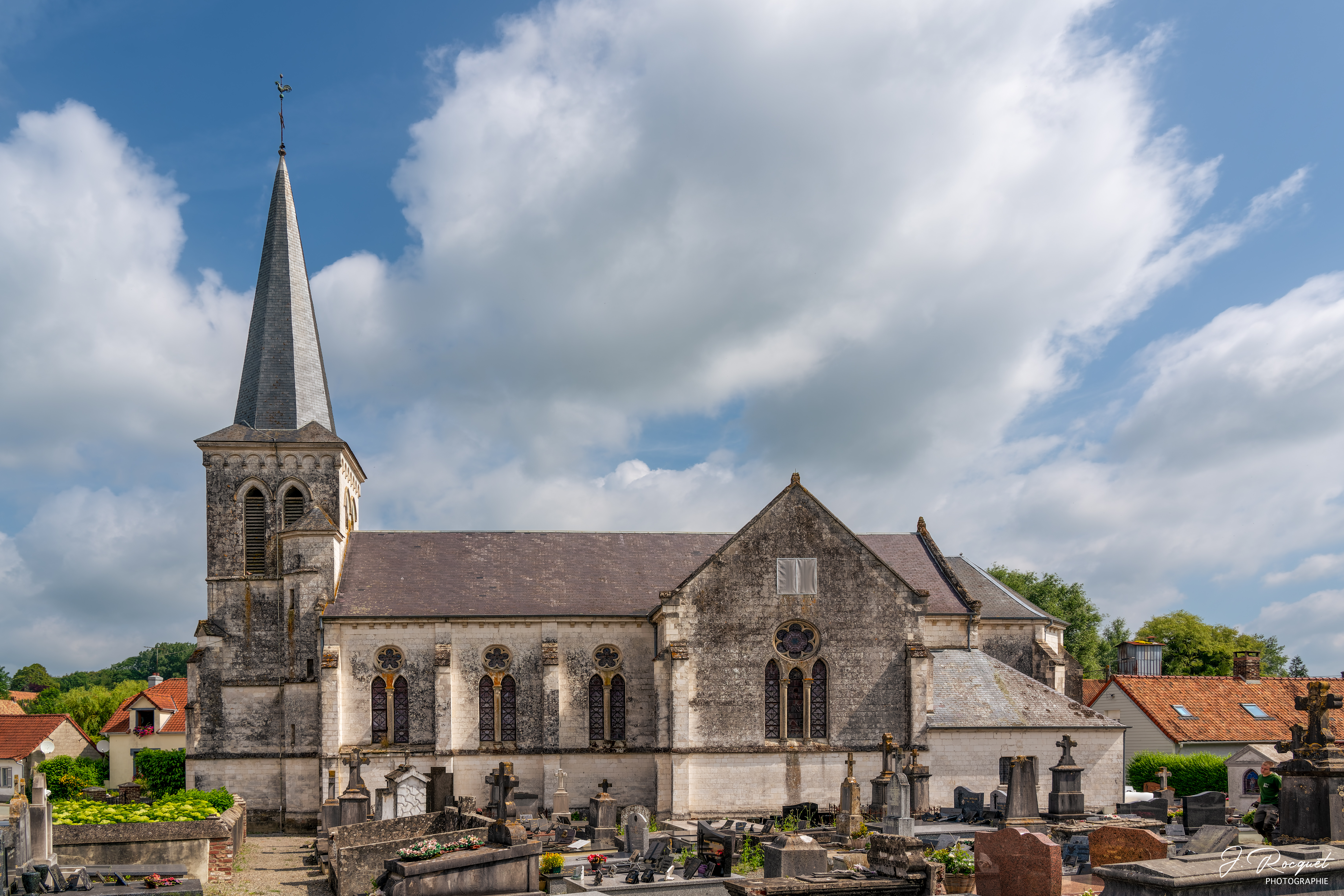
Kirche Saint-Omer
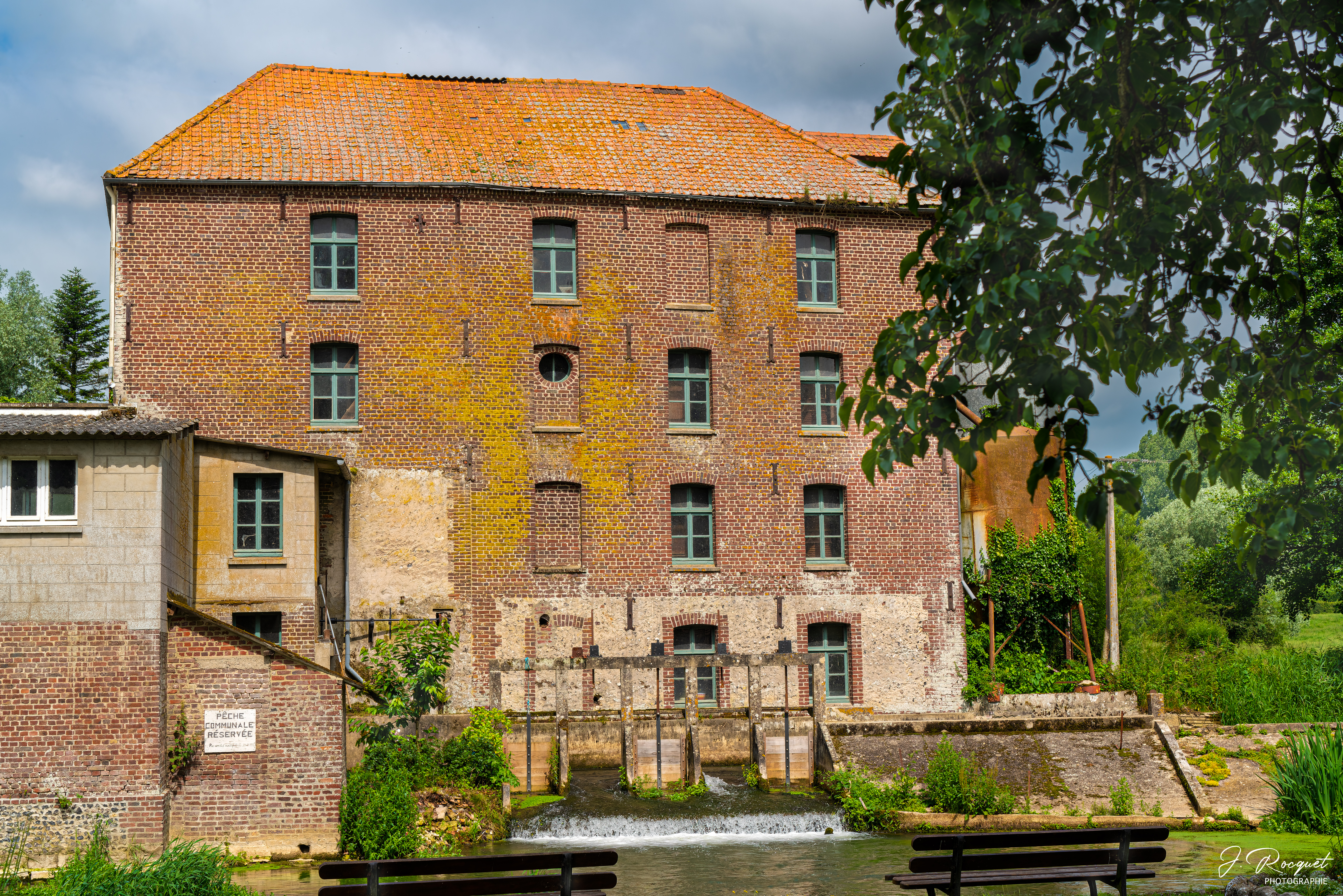
Wassermühle
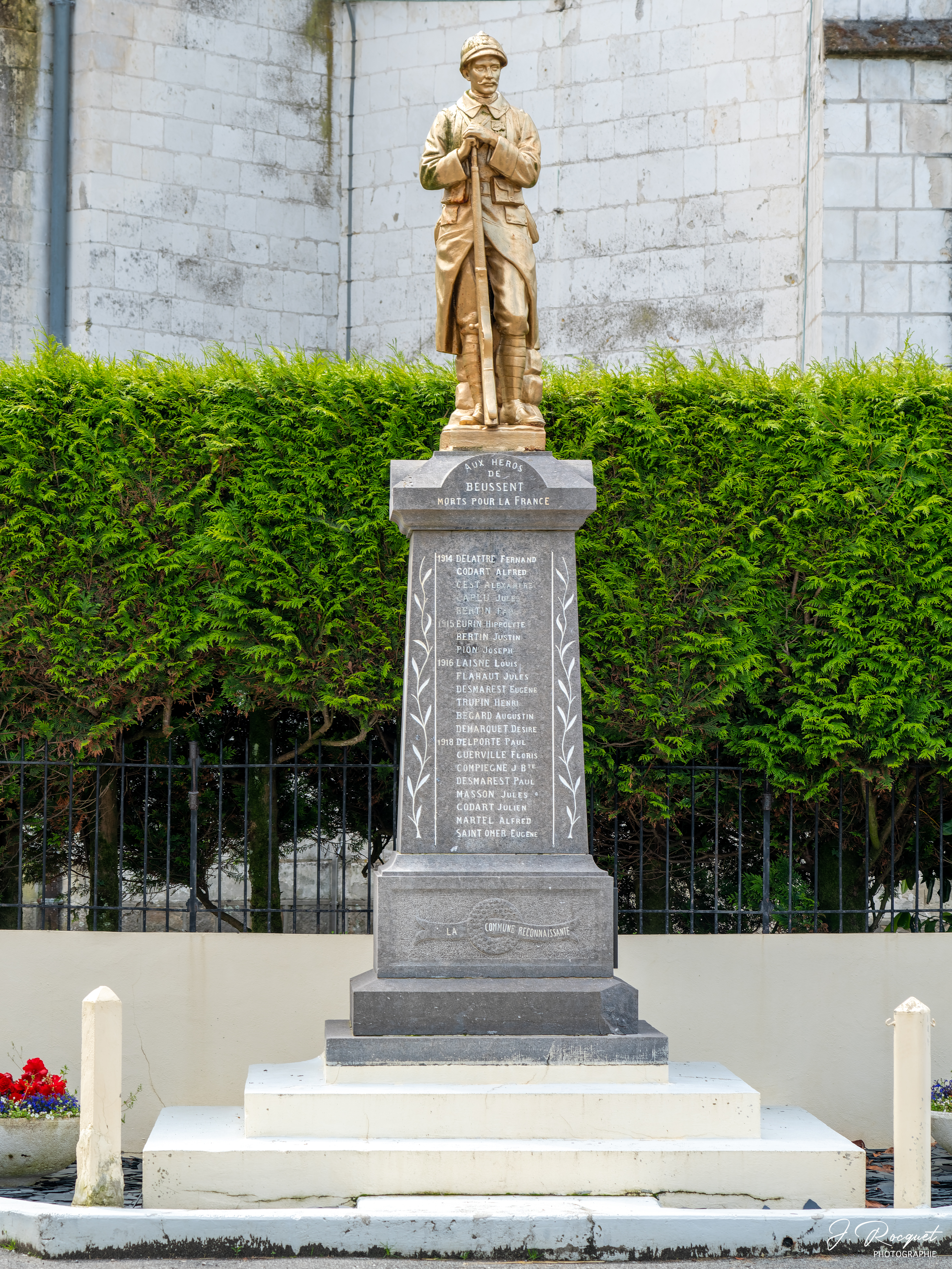
Gefallenendenkmal

- Kirche Saint-Omer
- Wassermühle
- Gefallenendenkmal